# Cécile Périn
Cécile-Élisa Martin, nom de casada Cécile Périn (1877-1959) és una poetessa francesa.

## Biografia
Cécile-Élisa Martin va néixer a Reims el 29 de gener de 1877. Es casa amb George Périn, que és també poeta; tenen una filla, Yvonne. La parella freqüenta l'abadia de Créteil, una associació comunitària d'artistes. Cécile Périn és membre de Les Poètes du divan (revista de literatura i d'art) i, d'altra banda, l'única dona admesa en aquesta assemblea. Col·labora també amb el Beffroi. Pren una relativa posició contra la Primera Guerra Mundial.
L'any 1922 perd el seu marit i la seva poesia reflecteix d'aquest dol.
Dans le labyrinthe
"Je ne veux désormais que l'ombre et la douleur.
Pour que vers mon ami je marche plus légère, 
De tout ce qui fut doux j'ai dépouillé mon cœur 
Tout palpitant encor de bonheurs éphémères.
Mon compagnon n'a plus de mains. J'ai les mains vides.
Mon compagnon n'a plus de voix. Et je me tais.
J'erre seule, attendant que son amour me guide 
Dans l'étroit labyrinthe ainsi qu'un fil secret.
Mais je n'ai que mes doigts de chair pour m'agripper 
Dans la nuit ténébreuse à sa forme immortelle, 
Et je n'ai que mon front pesant pour m'appuyer 
Comme un enfant perdu sur l'épaule irréelle".
Cécile Périn viurà els seus últims dies a Niça.
El fons Périn de la BU de Lorena és compost en gran part de revistes i llibres llegits per George i Cécile Périn. Existeix també el fons George i Cécile Périn a la BNF

## Preu i distincions
"Els 3.000 francs de la beca nacional de viatge han estat concedits, el 2 de juny de 1914, a la Senyora Cécile Périn, autora d'un volum de versos titulat la Pelouse". Rep també el Preu nacional de Poesia.
L'any 1956 rep el preu de poesia de l'Académie française pel conjunt de la seva obra poètica

## Obres
- Vivre ! Ed. de la revista litarària de París i de Xampanya 1906
- Les Pas légers, E. Sansot & Cie, 1907
- Variations du cœur pensif, Chiberre, 1911
- La Pelouse,[14] Ed. Sansot et Cie, 1914
- Les Captives (poèmes 1914-1918), Sansot, 1919.
- Les Ombres heureuses,[15] Le Divan 1922
- Finistère, Le Divan, 1924
- Océan, il·lustrations de Daniel Réal, Le Divan, 1926
- Offrande, Le Divan, 1933
- Dicté par une ombre, Le Divan, 1934
- Miroirs du bonheur, Le Divan, 1935
- La Lampe d'ivoire, poemes de Camille Marignac, prefaci de Cécile Périn Nice, Imp. centrale et du palais réunies, 1935
- La Coupe, ornat per Andrée Karpelès, C.A. Högman, 1938
- De la paix et de la guerre, Cannes, Les beaux livres, 1939
- Mélodies, Ophrys, 1943
- Pénélope, Ed. Savel, 1950
- La Féerie provençale, il·lustrations de Daniel Réal, Le Divan, 1930
- Bretagne, Le Divan, 1951
- 'Six enfants dans un hameau de Claire Domal, prefaci de Cécile Perin, Aurillac, Éditions Gerbert, 1952
- D'une chambre ouverte sur le ciel, Le Divan, 1953
- Paroles à l'enfant, Le Divan, 1954
- Regards vers l'ombre, Le Divan, 1956
- Images, Le Divan, 1959
- Crépuscule d'été, música de Gabriel Dupont, poema de Cécile Périn, Au ménestrel, 1912
- Chant à voix basse